# GINETEX

Logo von GINETEX

Groupement International d’Etiquetage pour l’Entretien des Textiles (GINETEX) ist die internationale Vereinigung für die Pflegekennzeichnung von Textilien. Die Vereinigung mit Sitz in Paris (zuvor Genf) wurde 1963 gegründet.
Sie hält die Markenrechte an den Pflegesymbolen für Textilien. Die Vereinigung ist an der Entwicklung einer internationalen ISO-Norm basierend auf ihrem Kennzeichnungssystem beteiligt.
Der GINETEX gehören Belgien/Luxemburg, Brasilien, Deutschland, Dänemark, Finnland, Frankreich, Griechenland, Großbritannien, Italien, Japan, Litauen, Niederlande, Norwegen, Österreich, Portugal, Schweden, Schweiz/Liechtenstein, Slowakei, Slowenien, Spanien, Tschechien, Tunesien und die Türkei an.